# Rotarea, Prahova
Rotarea este un sat în comuna Starchiojd din județul Prahova, Muntenia, România.
https://www.rotareaph.ro/